# José Marco Davó
José Marco Davó (Orihuela, Alicante, 10 de mayo de 1895 - Torrevieja, Alicante, 27 de septiembre de 1974) fue un actor español.

## Biografía
Hijo de un oficial de la Guardia Civil, se trasladó en su adolescencia a Madrid para cursar estudios en el Colegio Infanta María Teresa del instituto armado, donde formó parte de su cuadro artístico. En 1921 abandonó la carrera militar y se integró en la compañía de teatro de Emilio Portes y, más tarde, en la de Pedro Zorrilla y Lola Membrives.
Su primer contacto con el mundo del cine se produjo a mediados de la década de 1930 con dos papeles secundarios en sendas adaptaciones de obras de Carlos Arniches para el cine: en 1934 Es mi hombre, dirigida por Benito Perojo, y en 1935 intervino también como actor de reparto en la película Don Quintín, el amargao, dirigida por Luis Buñuel y Luis Marquina. Tras la finalización de la Guerra Civil y durante toda la década de 1940 se centró en su vocación teatral, fundó su propia compañía y trabajó con las de Rafael López Somoza y Carlos Garriga, con las que estrenó obras de su autoría, así como otras escritas en colaboración con Luis Tejedor y José Alfayate. En 1951 regresa al cine con la película Alba de América, a la que seguiría La guerra de Dios y  El alcalde de Zalamea, en 1953 y 1954 respectivamente. En 1955 intervino en Marcelino pan y vino y durante los siguientes quince años se convirtió en un secundario habitual en las producciones cinematográficas españolas, hasta sumar un centenar de películas.
Una trombosis lo alejó de su actividad profesional y de su afición principal, la pintura, y tras cinco años de una penosa enfermedad, falleció el 27 de septiembre de 1974 en Torrevieja, la ciudad que amaba con toda su alma desde los tiempos de su niñez, «Aquí deseo morir y aquí deseo recibir sepultura», dijo repetidas veces. 
José Marco Davó, fue un gran artista, un hombre de fuerte personalidad, gran amigo de sus amigos y de cuya desaparición se hizo eco la prensa y la radio de la época. Su relieve artístico, su bien ganada fama de excelente actor, tanto en España, como en América, fue merecedora de la mención que publicó «Información» en los titulares de la noticia: «Desaparece una gloriosa figura del teatro y el cine».

## Filmografía seleccionada
- Alba de América (1951)
- La guerra de Dios (1953)
- El diablo toca la flauta (1953)
- El alcalde de Zalamea (1954)
- Los gamberros (1954)
- Marcelino, pan y vino (1954)
- Mi tío Jacinto (1956)
- Todos somos necesarios (1956)
- Un ángel pasó por Brooklyn (1957)
- El tigre de Chamberí (1957)
- ¡Viva lo imposible! (1958)
- ¿Dónde vas, Alfonso XII? (1958)
- Carmen la de Ronda (1959)
- María, matrícula de Bilbao (1960)
- Ha llegado un ángel (1961)
- Tómbola (1962)
- La venganza del Zorro (1962)
- La gran familia (1962)
- Cabalgando hacia la muerte (El Zorro) (1962)
- Marisol rumbo a Río (1963)
- El puente de los suspiros (1964)
- La frontera de Dios (1965)
- Currito de la Cruz (1965)
- ¡Es mi hombre! (1966)
- Los guardiamarinas (1967)